# エルモ社
株式会社エルモ社（エルモしゃ、英: ELMO COMPANY, LIMITED）は、光学機器、電気機器、精密機器の製造および販売を主業務とした企業。1988年より発売の書画カメラで世界首位。本社は愛知県名古屋市瑞穂区にあった。2021年に親会社のテクノホライゾンに吸収合併され、「エルモ」の名称は同社の社内カンパニー「エルモカンパニー」およびブランド名に受け継がれた。

## 概要
社名の由来は、映写機の専門メーカーであることを示す為、電気（Electricity）・光（Light）・機械（Machine）・組織（Organization）の英単語の頭文字を組み合わせたものである。

かつて製造販売していた8㎜カメラ（フィルム式）や120フィルムを使用した6×6cm判のエルモフレックスは、それぞれの分野で代表的な製品であった。
スライド映写機やOHPもかつては同社主力製品の一つであったが、1990年代末頃よりそれら機器が教育およびプレゼンテーションの場でも第一線を退いた過去の機器にもなっているため、同社のメインストリームからは外れている。
8㎜カメラの修理などのサポートは2008年8月で終了し、16㎜カメラやOHPの修理・部品供給も2012年8月末で打ち切りとなった。
2010年4月には、親会社である株式会社タイテックと共同持株会社「テクノホライゾン・ホールディングス株式会社」を設立し、その後は監視用カメラや資料提示用プロジェクターなどの製造販売を行なっている。
書画カメラのシェアは世界で40%、日本で60%と多く、アメリカでは書画カメラのことがエルモと勘違いされている。

## 沿革
- 1921年（大正10年）4月10日 - 名古屋市にて榊商會を創業[1][5]。
- 1933年（昭和8年）5月8日 - 合名會社エルモ社を設立[1][5]。
- 1949年（昭和24年）9月16日 - 株式会社エルモ社を設立[1][5]。
- 1950年（昭和25年）2月 - 株式会社エルモ社および合名會社エルモ社が合併[5]。
- 2001年（平成13年）
  - 6月 - ISO 14001認証を取得[5]。
  - 8月 - ISO 9001認証を取得[5]。
- 2002年（平成14年）5月 - 株式会社タイテックの関連会社となる（それ以前は松坂屋の関連企業だった）[5]。
- 2003年（平成15年）1月 - 株式会社タイテックの子会社となる[5]。
- 2005年（平成17年） - 愛知ブランド企業の認定を受ける[1][5]。
- 2007年（平成19年）2月14日 - ジャスダックに株式上場[1][5]。
- 2008年（平成20年）2月20日 - 三洋電機販売株式会社からサンヨーオーエーグループ（SOAグループ）11社の株式を取得。うち6社を連結子会社化[5]。
- 2009年（平成21年）
  - 8月10日 - 民事再生手続中のチノンテック株式会社より事業譲受のため、株式会社SUWAオプトロニクスを設立[1][5]。
  - 10月30日 - 子会社である株式会社SUWAオプトロニクスが、チノンテック株式会社から光学事業を譲受[5]。
- 2010年（平成22年）
  - 1月4日 - 新設分割によりエルモソリューション販売株式会社を設立[1][5]。
  - 3月29日 - 上場廃止[1][5]。
  - 4月1日 - 親会社であるタイテックと共同持株会社「テクノホライゾン・ホールディングス株式会社」を設立[1]。
- 2011年（平成23年）6月30日 - 子会社の株式会社SUWAオプトロニクスが第三者割当増資を行い、同社はテクノホライゾン・ホールディングス株式会社の直接の子会社となる[6]。
- 2012年（平成24年）
  - 6月1日 - 子会社のエルモソリューション販売株式会社を吸収合併し[1]、社内カンパニーのエルモソリューションカンパニーを設立[5]。
  - 9月1日 - 子会社6社（株式会社SOA札幌、株式会社SSB、株式会社SOA中部、株式会社SOA近畿、株式会社SOA四国、株式会社SOA九州）が商号を変更[7]。
- 2013年（平成25年）3月 - 子会社のELMO(Europe)G.m.d.H.を清算[8]。
- 2015年（平成27年）
  - 3月1日 - 子会社の株式会社エルモシステムビジネス（旧・SSB）の株式をタイテックに譲渡[9]。
  - 4月 - 子会社の株式会社エルモアイテックの事業を譲り受け、同社の清算手続きを開始[10]。
  - 6月1日 - 子会社の株式会社エルモソリューション札幌（旧・SOA札幌）、株式会社エルモソリューション近畿（旧・SOA近畿）、株式会社エルモソリューション四国（旧・SOA四国）、株式会社エルモソリューション九州（旧・SOA九州）を吸収合併。株式会社エルモソリューション中部（旧・SOA中部）の株式をタイテックに譲渡[10]。
- 2016年（平成28年）
  - 4月1日 - 株式会社ファインフィットデザインを吸収合併[1][11]。
  - 10月1日 - 株式会社中日電子の情報事業の一部を譲受[1]。
- 2018年（平成30年）
  - 4月1日 - 車載機器および決済端末事業を株式会社中日諏訪オプト電子に譲渡[1]。
  - 8月10日 - 株式会社ケイグランデの全株式を取得し、子会社化[12]。
  - 12月31日 - 株式会社ブイキューブより電子黒板サービス事業を譲受[13]。
- 2021年（令和3年）
  - 4月1日 - 親会社のテクノホライゾン株式会社に吸収合併[14]。
  - 4月10日 - 榊商會時代から通算して創業100周年を迎えるが、この時点では既に法人としては消滅済み。

## 事業所
- 本社、中部営業部（名古屋市瑞穂区）
- エルモソリューションカンパニー本部、近畿･四国営業部、近畿ソリューション営業部（大阪市西区）
- 北海道営業部（札幌市北区）
- 東北営業部（仙台市青葉区）
- 首都圏営業部、セキュリティ営業部（東京都港区）
- 中国営業部（広島市中区）
- 九州営業部（福岡市博多区）

## 関連会社
- エルモソリューションカンパニー（社内カンパニー）
  - 株式会社SOA大分
  - 株式会社SOAソリューションズ

### 海外現地法人
- American Elmo Corp. - アメリカ・ニューヨーク
- ELMO USA Corp. - アメリカ・ニューヨーク
- ELMO Europe SAS - フランス
- ELMO Industry(Thailand)Co.,Ltd. - タイ
- 北京艾路摩科技有限公司 - 中国（北京）

### かつての関連会社
- サンヨーオーエーファースト株式会社 - 株式売却によりグループ離脱。
- 株式会社サンヨーオーエー新潟 - 株式会社サンヨーオーエー中部（現・株式会社エルモソリューション中部）に吸収合併。
- 株式会社SUWAオプトロニクス - 第三者割当増資によりテクノホライゾン・ホールディングス株式会社の直接の子会社となる。
- ELMO(Europe)G.m.d.H. - 会社清算。
- 株式会社エルモシステムビジネス（旧・SSB） - タイテックに株式譲渡。
- 株式会社エルモアイテック - 会社清算。
- 株式会社エルモソリューション札幌（旧・SOA札幌） - 株式会社エルモ社が吸収合併。
- 株式会社エルモソリューション中部（旧・SOA中部） - タイテックに株式譲渡。
- 株式会社エルモソリューション近畿（旧・SOA近畿） - 株式会社エルモ社が吸収合併。
- 株式会社エルモソリューション四国（旧・SOA四国） - 株式会社エルモ社が吸収合併。
- 株式会社エルモソリューション九州（旧・SOA九州） - 株式会社エルモ社が吸収合併。

## 備考
- 監視用カメラで使われるCマウントレンズは、8ミリカメラでも使われていた。